# فرودگاه هاکسشن
فرودگاه هاکسشن (به انگلیسی: Huxian Airport) یک فرودگاه نامیعن است . این فرودگاه در شهر شیان‌یانگ کشور چین قرار دارد .